# 將軍令 (四川揚琴曲)
《將軍令》是中樂名曲，原為四川說唱曲藝琴書的曲牌，後被改編為揚琴獨奏曲。又稱《四川將軍令》。

## 沿革
民國1930年代起，經李德才、項祖華等多位揚琴家整理改編為揚琴獨奏曲。
至1960年代，與其他幾首亦名為《將軍令》的中樂成為香港古裝武俠粵語片常用配樂，並改編為大型合奏版，渲染打鬥場面。又被稱為《四川將軍令》。

## 外部鏈結
- 中田納西州立大學中國音樂和文化中心導師米炫曄揚琴獨奏版本 （页面存档备份，存于）